# 象印ニュースクイズ パンドラタイムス
『象印ニュースクイズ パンドラタイムス』（ぞうじるしニュースクイズ パンドラタイムス、実際のタイトルロゴは「ZOJIRUSHI NEWS QUIZ パンドラタイムス」）は、テレビ朝日系列局ほかで放送されたテレビ朝日製作の情報番組を兼ねたクイズ番組である。象印マホービンの一社提供。テレビ朝日系列局では1994年10月23日から1995年3月19日まで、毎週日曜 19:30 - 20:00 （日本標準時）に放送。

## 概要
『象印クイズ ヒントでピント』に替わってスタートした番組で、新聞に掲載されたニュースをクイズの題材にしており、中でも特に阪神・淡路大震災発生の5日後となる1995年1月22日の放送では、当初予定していた内容を変更して、震災をテーマにするというニュースに関するクイズ番組らしさを見せた。ちなみに、前座枠は『クイズ庭付き一戸建て』というクイズ番組でこの次の20時からは『TVダイジェスト』という情報番組だった。
解答者は5人。各問題ともに正解者が60点を頭割りして点数を獲得する方式で、正解者がいなかった場合にはその60点は次の問題へキャリーオーバーとなる。最終問題は近似値問題となっており、正解の数値に最も近い解答者が60点を独り占めできる。また正答と一致した数値を記述した場合には2倍の点数の獲得となる。前の問題で全員不正解し、キャリーオーバーによって120点になっていた場合には240点を獲得できる。トップ賞獲得者とゲスト解答者には象印製品がプレゼントされた。
問題は前期においては全て筆記問題だったが、後期には『ヒントでピント』で行われていた早押し問題も加わった。60点からスタートし、司会者が次々とヒントを出しながら時間を追うごとに2点ずつ減点し正解すればその時点で表示された得点を獲得できる。正解が出るか0点になるまで出題した。
しかし、裏番組に苦戦をし、番組は半年で終了した。
本番組の最終回をもって、1960年7月3日放送開始の『象印歌のタイトルマッチ』以来日曜19時台後半枠で34年9か月続いた象印の一社提供番組シリーズは幕を下ろした。折しも当番組の放送期間が象印の一社提供番組シリーズの番組としては「象印ヒット作戦 1!2!3!」の5ヶ月に次いで2番目の半年で終わった。

## 出演者

### 司会
- 梶原しげる - 『ヒントでピント』で司会を務めた土居まさると同じく文化放送出身のフリーアナウンサー。
- 兵藤ゆき - 前番組『ヒントでピント』では末期の女性レギュラー解答者（3枠）を務めた。

### 解答者
- 山瀬まみ（メイン解答者）
- 佐藤忠志（メイン解答者）
- 羽野晶紀
- 松村邦洋
- 川平慈英
- 石坂浩二
- 冨士眞奈美

## テーマ曲
- パンドラタイムス（東京スカパラダイスオーケストラ）
  - ニッポン放送の深夜番組『ナインティナインのオールナイトニッポン』（2014年から2020年までは『ナインティナイン岡村隆史のオールナイトニッポン』）では、1994年から『ハガキ職人大賞』BGMに採用され、2022年現在も使用されている。2019年9月29日に開催された『岡村隆史のオールナイトニッポン歌謡祭 in 横浜アリーナ』において、東京スカパラダイスオーケストラが出演し、「パンドラタイムス」を披露している。
  - 『スーパーマリオスタジアム』(テレビ東京)の1995年の一時期にオープニングで使用された。

## ネット局
| 放送対象地域  | 放送局                      | 系列                          | ネット形態 |
| ------------- | --------------------------- | ----------------------------- | ---------- |
| 関東広域圏    | テレビ朝日                  | テレビ朝日系列                | 製作局     |
| 北海道        | 北海道テレビ                | テレビ朝日系列                | 同時ネット |
| 青森県        | 青森朝日放送                | テレビ朝日系列                | 同時ネット |
| 宮城県        | 東日本放送                  | テレビ朝日系列                | 同時ネット |
| 秋田県        | 秋田朝日放送                | テレビ朝日系列                | 同時ネット |
| 山形県        | 山形テレビ                  | テレビ朝日系列                | 同時ネット |
| 福島県        | 福島放送                    | テレビ朝日系列                | 同時ネット |
| 山梨県        | 山梨放送                    | 日本テレビ系列                | 遅れネット |
| 新潟県        | 新潟テレビ21                | テレビ朝日系列                | 同時ネット |
| 長野県        | 長野朝日放送                | テレビ朝日系列                | 同時ネット |
| 静岡県        | 静岡朝日テレビ              | テレビ朝日系列                | 同時ネット |
| 富山県        | 北日本放送                  | 日本テレビ系列                | 遅れネット |
| 石川県        | 北陸朝日放送                | テレビ朝日系列                | 同時ネット |
| 福井県        | 福井放送                    | 日本テレビ系列 テレビ朝日系列 | 遅れネット |
| 中京広域圏    | 名古屋テレビ                | テレビ朝日系列                | 同時ネット |
| 近畿広域圏    | 朝日放送(現:朝日放送テレビ) | テレビ朝日系列                | 同時ネット |
| 島根県 鳥取県 | 日本海テレビ                | 日本テレビ系列                | 遅れネット |
| 広島県        | 広島ホームテレビ            | テレビ朝日系列                | 同時ネット |
| 山口県        | 山口朝日放送                | テレビ朝日系列                | 同時ネット |
| 徳島県        | 四国放送                    | 日本テレビ系列                | 遅れネット |
| 香川県 岡山県 | 瀬戸内海放送                | テレビ朝日系列                | 同時ネット |
| 愛媛県        | 南海放送                    | 日本テレビ系列                | 遅れネット |
| 高知県        | 高知放送                    | 日本テレビ系列                | 遅れネット |
| 福岡県        | 九州朝日放送                | テレビ朝日系列                | 同時ネット |
| 長崎県        | 長崎文化放送                | テレビ朝日系列                | 同時ネット |
| 熊本県        | 熊本朝日放送                | テレビ朝日系列                | 同時ネット |
| 大分県        | 大分朝日放送                | テレビ朝日系列                | 同時ネット |
| 宮崎県        | 宮崎放送                    | TBS系列                       | 遅れネット |
| 鹿児島県      | 鹿児島放送                  | テレビ朝日系列                | 同時ネット |

前番組『ヒントでピント』と同様に、象印の一社提供ではなくローカルスポンサーの提供で放送する遅れネット局もあった。なお、本番組は前番組を途中までネットしていた岩手県と沖縄県では放送されなかった。
| テレビ朝日系列 日曜19:30 - 20:00 【本番組まで象印マホービン一社提供枠】 | テレビ朝日系列 日曜19:30 - 20:00 【本番組まで象印マホービン一社提供枠】 | テレビ朝日系列 日曜19:30 - 20:00 【本番組まで象印マホービン一社提供枠】 |
| 前番組                                                                  | 番組名                                                                  | 次番組                                                                  |
| ----------------------------------------------------------------------- | ----------------------------------------------------------------------- | ----------------------------------------------------------------------- |
| 象印クイズ ヒントでピント （1979年3月4日 - 1994年9月25日）              | 象印ニュースクイズ パンドラタイムス （1994年10月23日 - 1995年3月19日）  | ザ・スーパーサンデー （1995年4月23日 - 1997年9月28日） ※19:00 - 20:54   |